# Tommaso Rocchi
Pour les articles homonymes, voir Rocchi (homonymie).
Tommaso Rocchi est un footballeur italien né le 19 septembre 1977 à Venise. Il évoluait au poste d'attaquant.

## Biographie
Ce joueur formé à la Juventus de Turin possède 3 sélections en équipe d'Italie, la première ayant eu lieu le 16 août 2006 lors d'un match face à la Croatie.
Il participe aux Jeux olympiques d'été de 2008 avec l'Italie.
Avec la Lazio Rome, Rocchi se révèle être un buteur très efficace, puisqu'il inscrit 73 buts en six saisons, et ce rien qu'en championnat. Début janvier 2013, il est transféré à l'Inter Milan Libre de tout contrat depuis la fin de son bail avec l'Inter Milan, il s'engage avec le Calcio Padoue qui évolue en Serie B.

## Palmarès
- Vainqueur de la Coupe d'Italie 2009 (Lazio Rome).